# Laura Kraft
Laura Kraft (* 1. Dezember 1990 in Hofgeismar) ist eine deutsche Politikerin (Bündnis 90/Die Grünen). Von 2021 bis 2025 war sie Abgeordnete im 20. Deutschen Bundestag.

## Leben
Kraft legte 2010 ihr Abitur in Hofgeismar ab. Anschließend studierte sie an der Universität Siegen, wo sie 2013 einen Bachelor in Literatur, Kultur und Medien sowie 2017 einen Masterabschluss in Literaturwissenschaft erlangte. 2015 absolvierte sie ein Auslandsjahr an der Åbo Akademi in Turku, Finnland. Von 2017 bis 2020 war sie wissenschaftliche Mitarbeiterin bei Niels Werber am Lehrstuhl für Neuere deutsche Literaturwissenschaft I in Siegen. Seit 2020 ist sie wissenschaftliche Mitarbeiterin bei Jörg Döring am Lehrstuhl für Neuere deutsche Philologie, Medien- und Kulturwissenschaft an der Universität Siegen (während der Ausübung des Mandats von der Universität Siegen freigestellt).
Laura Kraft ist evangelischer Konfession.

## Politik
Kraft ist seit 2018 Mitglied bei Bündnis 90/Die Grünen. 2020 trat sie als Landratskandidatin des Kreises Siegen-Wittgenstein bei den Kommunalwahlen in Nordrhein-Westfalen an. Sie verlor jedoch deutlich gegen Andreas Müller (SPD). Mit Beginn der Legislaturperiode im Oktober 2021 ist sie für die Partei Bündnis 90/Die Grünen Mitglied des Bundestags. Sie kandidierte im Bundestagswahlkreis Siegen-Wittgenstein und zog über Listenplatz 23 der Landesliste in den Deutschen Bundestag ein. 
Im 20. Deutschen Bundestag war Kraft ordentliches Mitglied im Ausschuss für Bildung, Forschung und Technikfolgenabschätzung. Zudem gehörte sie als stellvertretendes Mitglied dem Ausschuss für Ernährung und Landwirtschaft an.
Bei der Bundestagswahl 2025 konnte sie kein Mandat erlangen und schied somit mit Zusammentritt des 21. Deutschen Bundestages am 25. März 2025 aus dem Bundestag aus.